# 恋はシュミシュミ
「恋はシュミシュミ」（こいはしゅみしゅみ）は2018年5月16日に発売された郷ひろみ103作目のシングル。

## 解説
初回生産限定盤は「恋はシュミシュミ」ミュージックビデオ＋メイキング収録DVDと豪華ブックレット付属。ジャケット写真の異なる通常盤CDも同日発売。

## 収録曲
1. 恋はシュミシュミ（3分56秒）
  - 作詞:康珍化／作曲:京田誠一
2. MIRROR BALL FANTASY（5分34秒）
  - 作詞：康珍化／作曲：Akira Sunset、遠藤ナオキ
3. 恋はシュミシュミ 〜Instrumental〜
4. MIRROR BALL FANTASY 〜Instrumental〜